# بيلاهاتشي (مسيسيبي)
بيلاهاتشي (بالإنجليزية: Pelahatchie, Mississippi)‏ هي بلدة تقع في مقاطعة رانكين (ميسيسيبي) بولاية مسيسيبي في الولايات المتحدة. تبلغ مساحتها 8.3 (كم²)، وترتفع عن سطح البحر 109 م، بلغ عدد سكانها 1461 نسمة في عام 2000 حسب إحصاء مكتب تعداد الولايات المتحدة وتصل الكثافة السكانية فيها 175.3 نسمة/كم2.

## التركيبة السكانية
حدّد مكتب تعداد الولايات المتحدة بيانات التركيبة السكانية لبيلاهاتشي في تعداد الولايات المتحدة. في ما يلي، التركيبة السكانية حسب تعدادي 2000 و2010.

### تعداد عام 2000
بلغ عدد سكان بيلاهاتشي 1,461 نسمة بحسب تعداد عام 2000، وبلغ عدد الأسر 525 أسرة وعدد العائلات 388 عائلة مقيمة في البلدة. في حين سجلت الكثافة السكانية 92.8 نسمة لكل كيلومتر مربع (240.4/ميل2). وبلغ عدد الوحدات السكنية 585 وحدة بمتوسط كثافة قدره 37.2 لكل كيلومتر مربع (96.3/ميل2).
وتوزع التركيب العرقي للبلدة بنسبة 61.12% من البيض و36.82% من الأمريكيين الأفارقة و0.14% من الأمريكيين ذوي الأصول الآسيوية و0.96% من الأعراق الأخرى و0.96% من عرقين مختلطين أو أكثر و4.52% من الهسبانيون أو اللاتينيون من أي عرق.
بلغ عدد الأسر 525 أسرة كانت نسبة 38.7% منها لديها أطفال تحت سن الثامنة عشر تعيش معهم، وبلغت نسبة الأزواج القاطنين مع بعضهم البعض 47.2% من أصل المجموع الكلي للأسر، ونسبة 20.6% من الأسر كان لديها معيلات من الإناث دون وجود شريك،  بينما كانت نسبة 6.1% من الأسر لديها معيلون من الذكور دون وجود شريكة وكانت نسبة 26.1% من غير العائلات. تألفت نسبة 22.9% من أصل جميع الأسر من عدة أفراد يعيشون في نفس المنزل ونسبة 9.9% كانت تتألف من شخص يعيش بمفرده يبلغ من العمر 65 عاماً أو أكثر. وبلغ متوسط حجم الأسرة المعيشية 2.77، أما متوسط حجم العائلات فبلغ 3.22.
بلغ العمر الوسطي للسكان 35.2 عاماً. وكانت نسبة 26.2% من القاطنين تحت سن الثامنة عشر، وكانت نسبة 10.9% بين الثامنة عشر والرابعة والعشرين عاماً، ونسبة 28% كانت واقعةً في الفئة العمرية ما بين الخامسة والعشرين والرابعة والأربعين عاماً، ونسبة 23.2% كانت ما بين الخامسة والأربعين والرابعة والستين، ونسبة 11.2% كانت ضمن فئة الخامسة والستين عاماً فما فوق. يوجد لكل 100 أنثى 91.9 ذكر، ويوجد لكل 100 أنثى في الثامنة عشر من عمرها فما فوق 92.8 ذكر.
بلغ متوسط دخل الأسرة في البلدة 31,597 دولارًا، أما متوسط دخل العائلة فبلغ 37,313 دولارًا. وكان متوسط دخل الذكور 28,145 دولارًا مقابل 20,813 دولارًا للإناث. وسجل دخل الفرد الخاص بالبلدة 14,950 دولارًا. وكانت نسبة 11.5% من العائلات ونسبة 16% من السكان تحت خط الفقر، وكان من هؤلاء نسبة 21.9% تحت سن الثامنة عشر ونسبة 27.6% في الخامسة والستين من العمر وما فوق.

### تعداد عام 2010
بلغ عدد سكان بيلاهاتشي 1,334 نسمة بحسب تعداد عام 2010، وبلغ عدد الأسر 472 أسرة وعدد العائلات 352 عائلة مقيمة في البلدة. في حين سجلت الكثافة السكانية 84.8 نسمة لكل كيلومتر مربع (219.6/ميل2). وبلغ عدد الوحدات السكنية 514 وحدة بمتوسط كثافة قدره 32.7 لكل كيلومتر مربع (84.7/ميل2).
وتوزع التركيب العرقي للبلدة بنسبة 61.92% من البيض و32.83% من الأمريكيين الأفارقة و0.07% من الأمريكيين الأصليين و0.22% من الأمريكيين ذوي الأصول الآسيوية و3.82% من الأعراق الأخرى و1.12% من عرقين مختلطين أو أكثر و5.47% من الهسبانيون أو اللاتينيون من أي عرق.
بلغ عدد الأسر 472 أسرة كانت نسبة 40.9% منها لديها أطفال تحت سن الثامنة عشر تعيش معهم، وبلغت نسبة الأزواج القاطنين مع بعضهم البعض 44.1% من أصل المجموع الكلي للأسر، ونسبة 23.3% من الأسر كان لديها معيلات من الإناث دون وجود شريك،  بينما كانت نسبة 7.2% من الأسر لديها معيلون من الذكور دون وجود شريكة وكانت نسبة 25.4% من غير العائلات. تألفت نسبة 20.8% من أصل جميع الأسر من عدة أفراد يعيشون في نفس المنزل ونسبة 9.5% كانت تتألف من شخص يعيش بمفرده يبلغ من العمر 65 عاماً أو أكثر. وبلغ متوسط حجم الأسرة المعيشية 2.79، أما متوسط حجم العائلات فبلغ 3.20.
بلغ العمر الوسطي للسكان 38.6 عاماً. وكانت نسبة 27.6% من القاطنين تحت سن الثامنة عشر، وكانت نسبة 7.5% بين الثامنة عشر والرابعة والعشرين عاماً، ونسبة 23.8% كانت واقعةً في الفئة العمرية ما بين الخامسة والعشرين والرابعة والأربعين عاماً، ونسبة 27.1% كانت ما بين الخامسة والأربعين والرابعة والستين، ونسبة 14% كانت ضمن فئة الخامسة والستين عاماً فما فوق. وتوزع التركيب الجنسي للسكان بنسبة 47.8% ذكور و52.2% إناث.

## أعلام
- روبين لاسي

## وصلات خارجية
- The US50 - Cities and Towns in Mississippi State
- Mississippi Cities and Towns, Facts, Map, Flag, Colleges, Government, and More